# Jacques Rutman
Jacques Rutman, né le 21 novembre 1933 et mort de 15 août 2024 à Paris, est un réalisateur, auteur et producteur artistique français de télévision, dont plusieurs émissions sont restées notoires dans l'histoire de l'Office de radiodiffusion-télévision française (ORTF).

## Éléments biographiques
Depuis 1959, Jacques Rutman a réalisé 8 000 heures d'émissions, dont 800 en direct et environ 120 films, dont 50 pour la télévision scolaire,. Il crée notamment différentes dramatiques comme Le Commandant Watrin en 1964, une adaptation du roman éponyme d'Armand Lanoux (1964 est aussi l'année où la Radiodiffusion-télévision française est restructurée pour devenir l'Office de radiodiffusion-télévision française (ORTF)). Il crée aussi, dans les années 1970 et début des années 1980, une série de documentaires biographiques. Cette série est intitulée Une belle vie, et comporte des « épisodes » (de la taille d'un long métrage chaque fois) consacrés à des personnalités marquantes du XXe siècle comme Charles Dullin, Jean Vilar, Pierre Dac, Jacques Monod, Joseph Kessel, Raymond Queneau, etc. Ces documentaires ne comportent aucun commentaire autre que ceux des témoins rencontrés. Il réalise également des émissions de variétés, et des jeux télévisés, comme les 160 épisodes de La Tête et les Jambes, dans les années 1960 et 1970, restés notoires,. Plus récemment, en 1986, il alterne des images d'archives et des images de fiction pour redonner vie, avec les concours de Pierre Bourgeade et de Jean Lacouture, au parcours de Léon Blum, dans un film de 3 heures. Dans les années 2000, et en s'appuyant à nouveau sur des témoignages, il crée avec son fils Rodolphe des documentaires consacrées à la Seconde Guerre mondiale, Big red Omaha en 2002, et Les sanglots longs des violons... en 2004,.
Il est considéré par Jacques Cotta comme une « mémoire vivante de la télévision française ». Il est secrétaire général du syndicat des réalisateurs et créateurs de télévision SRCT-CFDT, devenu ensuite le SRCTA,,,. Il a créé et présidé l'association La Chaîne du patrimoine,,.

## Filmographie partielle

### Télévision
- 1961 : Jean Dubuffet[16],[17]
- 1961 : Paris-Métro[18],[19]
- 1961 : Les Bijoux d'Isabelle[20],[21]
- 1962 : Hans l’Ingénu et Pipou le Raisonneur[22],[23]
- 1962 : Les Belles Dames du temps jadis[24],[25]
- 1962 : La Belle aux cheveux d'or[26],[27]
- 1962 : Hommes de demain[28]
- 1963 : La Cage vide[29],[30],[31]
- 1964 : The Josephine Baker Show[32],[33]
- 1964 : Le Commandant Watrin[34],[35],[36]
- 1965 : Bonsoir Paris : Le XXe arrondissement de Paris et le logement[37],[38]
- 1967 : Il faudra que je me souvienne[39],[40]
- 1971 : Charles Dullin et le théâtre[41],[42]
- 1972 : Jean Vilar, une belle vie[43]
- 1973 : Charles Vildrac ou L'esquisse d'un Pégase[44]
- 1974 : Georges Pitoeff : Un saint du théâtre[45]
- 1978 : Une belle vie. Pierre Dac[46],[47]
- 1979 : Une belle vie. Un homme libre : Jacques Monod[48]
- 1981 : Une belle vie. Joseph Kessel
- 1983 : Queneau, une belle vie[49],[50]
- 1986 : Léon Blum à l'échelle humaine[51],[52],[53],[6],[54],[55],[56]
- 2002 : Big red Omaha[7]
- 2004 : Les sanglots longs des violons...[57],[58],[59],[60],[8],[61],[62],[63]

### Télévision scolaire
- 1961 : Comment est organisé l'aéroport d'Orly[64]
- 1964 : Étude comparative des carbures d'hydrogène[65]
- 1964 : L'Ère industrielle : les ouvriers[66]
- 1964 : Le Cycle du carbone[67]
- 1964 : Besoins alimentaires de l'homme[68]
- 1964 : Localisations cérébrales[69]
- 1964 : Le Métro[70]
- 1964 : Nerfs et cellules nerveuses[71]
- 1964 : La Physiologie des muscles[72]
- 1965 : Le Marché du lait[73]
- 1965 : Le Marché de la viande
- 1968 : Une main... Un regard... Un tableau... : les diverses fonctions de la peinture[74],[75]
- 1969 : Art et diffusion de masse[76],[77]
- 1970 : Les Hommes de l'hôtellerie[78]
- 1970 : Les Hommes de Lacq : les métiers du pétrole et les problèmes de l'emploi[79]
- 1970 : Les Hommes de Lacq : un complexe industriel[80]
- 1970 : Les Hommes du Concorde : I. Un avion civil supersonique[81]
- 1970 : Les Hommes du Concorde : II. Les métiers de l'aéronautique[82]
- 1970 : Les Hommes du Concorde : III. Coopérants et sous-traitants[83]